# Ангеліка Шпайтель
Ангелі́ка Елі́забет Шпа́йтель (нім. Angelika Elisabeth Speitel; нар. 12 лютого 1952, Штутгарт, Баден-Вюртемберг, Федеративна Республіка Німеччина) — західнонімецька терористка, членкиня ліворадикальної терористичної організації «Фракція Червоної армії» (RAF).

## Життєпис

### Раннє життя
Разом з чоловіком Фолькером Шпайтелем працювала у Штутгартській юридичній фірмі одного з адвокатів «Фракції Червоної армії» Клауса Круассана, коли вступила до організації і згодом посіла провідну позицію у другому поколінні її членів, сформувавши систему обміну інформацією та зв'язку між терористами, ув'язненими на території Німеччини. У 1970 році народила доньку на ім'я Гриша.
У 1974 році Фолькер Шпайтель пішов у підпілля, що зробила й Ангеліка після того, як її впізнали як підозрювану у вбивстві німецького банкіра Юргена Понто у 1977 році.
Ангеліка Шпайтель брала участь у пограбуваннях банків і підозрювалася в участі у викраденні і подальшому убивстві німецького промислового лідера і колишнього члена СС Ганса Мартіна Шлеєра.

### Арешт
24 вересня 1978 року Шпайтель та інші члени RAF, Міхаель Кнолл і Вернер Лотце, були помічені двома поліцейськими під час навчальних стрільб в Дортмундському лісі, після чого терористили відкрили вогонь. В результаті стрілянини одного з поліцейських, Ганса-Вільгельма Гансена, було вбито, а іншого поранено. Шпайтель і Кнолл були поранені й заарештовані, а Лотце вдалося втекти. За два тижні Кнолл помер від отриманих вогнепальних поранень.
29 листопада 1979 року Шпайтель було звинувачено у вбивстві та інших злочинах і засуджено Дюссельдорфським судом до довічного ув'язнення. Під час перебування під арештом терористка намагалася накласти на себе руки, повісившись і перерізавши собі вени, але вижила.
8 березня 1989 року Шпайтель була помилувана федеральним президентом Німеччини Ріхардом фон Вайцзеккером після його зустрічі з нею. У 1990 році вона покинула в'язницю. За оцінкою Вайцзеккера, Шпайтель «назавжди відвернулася від тероризму [...] і щиро шкодує про свої злочини».